# Christopher Lee
Sir Christopher Frank Carandini Lee (Londen, 27 mei 1922 – aldaar, 7 juni 2015) was een Engels acteur, zanger en schrijver. Lee speelde vaak een fanatieke schurk. Hij is bekend geworden door zijn rol als graaf Dracula in een reeks van Hammer Horror-films. Recentere rollen waren Saruman in Lord of the Rings en graaf Dooku/Darth Tyranus in Episodes II en III van Star Wars. Hij vertolkte de rol van Saruman opnieuw voor The Hobbit (een verhaal dat zich afspeelt voor The Lord of the Rings dat in drie delen is verfilmd). In totaal heeft hij in meer dan 270 films gespeeld.

## Biografie

### Jeugd
Lee werd geboren in Belgravia, Westminster, Engeland, als zoon van luitenant-kolonel Geoffrey Trollope Lee van het 60e King's Royal Rifle Corps en gravin Estelle Marie Carandini di Sarzano. Zijn ouders scheidden toen Lee zelf nog erg jong was, waarna hij samen met zijn zus door zijn moeder werd meegenomen naar Zwitserland. Daar ging hij studeren aan Miss Fisher's Academy in Wengen.
Nadat zijn familie teruggekeerd was naar Londen ging Lee studeren aan een privéschool. Zijn moeder trouwde met Harcourt "Ingle" Rose, een bankier en stiefneef van Ian Fleming. Lee probeerde tevergeefs een studiebeurs te krijgen voor Eton College. In plaats daarvan ging hij naar het Wellington College in Berkshire.

### Familie
De voorouders van Christopher Lee aan moeders kant, de Carandini's, kregen van Frederik I van Hohenstaufen toestemming om het wapenschild van het Heilige Roomse Rijk te voeren. Via zijn moeders kant zou Lee volgens eigen zeggen afstammen van Karel de Grote.
Lee was een stiefneef van Ian Fleming, de auteur van de boeken rondom James Bond. Fleming zag Lee zelf graag als vertolker van de rol van James Bond, maar dit is er nooit van gekomen.
Lee was sinds 1961 getrouwd met het Deense model Birgit Kroencke. Samen had het stel een dochter en twee kleinkinderen. Lee is tevens de oom van de Britse actrice Harriet Walter.

### Tweede Wereldoorlog
Lee bood in de Winteroorlog aan te vechten voor de Finse troepen, maar volgens zijn autobiografie werden Lee en andere Britse vrijwilligers die zich hiervoor hadden aangemeld met opzet weggehouden van het front. Tijdens de Tweede Wereldoorlog diende Lee naar eigen zeggen in de Royal Air Force en in de Britse geheime dienst. Hij zou in Zuid-Afrika een opleiding tot piloot gevolgd hebben, maar deze niet hebben afgemaakt vanwege zijn slechte gezichtsvermogen. Na de oorlog zwaaide hij af bij de RAF in de rang van Flight Lieutenant.

### Overlijden
Lee werd in de laatste drie weken van zijn leven in het ziekenhuis behandeld voor ademhalingsproblemen en hartfalen, wat hem uiteindelijk fataal werd. Het publiekelijk bekendmaken van het overlijden werd uitgesteld tot zijn vrouw en de nabestaanden op de hoogte waren. Het nieuws werd op 11 juni 2015 openbaar.

## Carrière

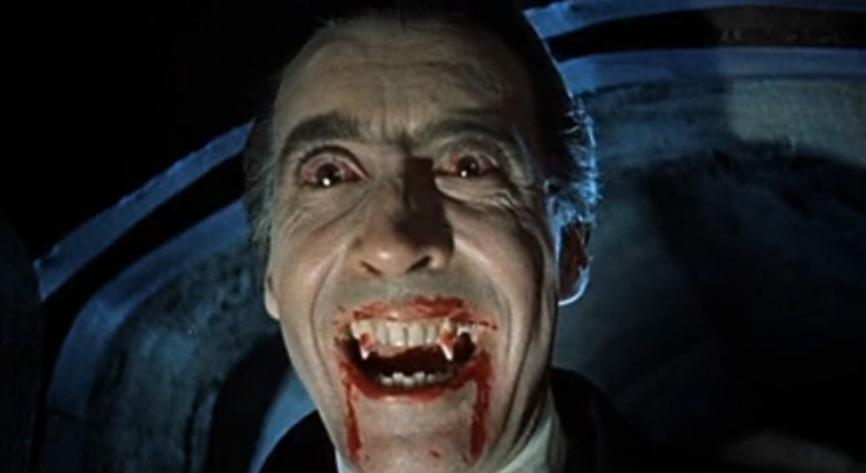
Als Dracula in 1958

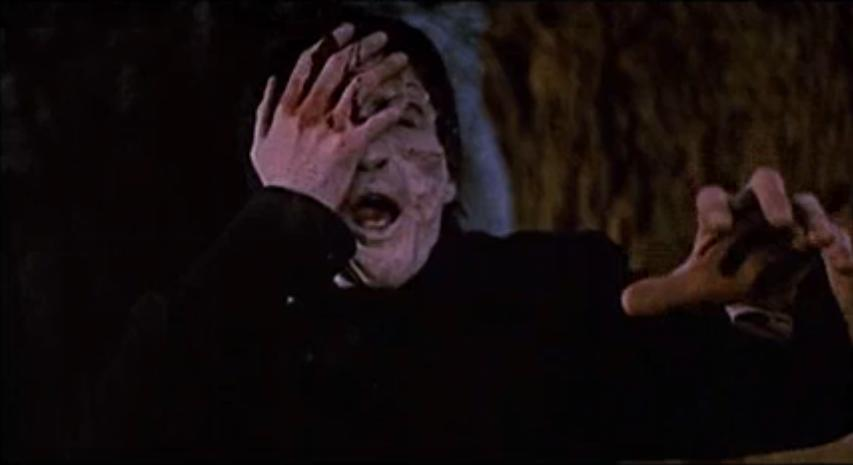
Als monster van Frankenstein in 1958

In 1946 kreeg Lee een contract voor zeven jaar bij de Rank Organisation, een Brits amusementsconglomeraat. Een jaar later maakte hij zijn filmdebuut in Terence Youngs Corridor of Mirrors. In 1948 had hij een gastrol in Hamlet.
In 1957 brak Christopher Lee door als filmacteur in de Hammer Film The Curse of Frankenstein, waarin hij de rol van het Monster van Frankenstein speelde en Peter Cushing de rol van Baron Frankenstein. Deze film was ook de eerste succesvolle Hammer Film.
Het jaar daarop maakte hij zijn debuut als Dracula in The Horror of Dracula, waarin Peter Cushing de rol van Van Helsing op zich nam. Deze rol maakte Lee definitief internationaal bekend als acteur. Christopher Lee zou nog zeker tien keer de vampier vertolken. Enige uitzondering was de film The Brides of Dracula. De reden waarom hij niet aan deze film meewerkte is niet bekend; mogelijk was Lee bang om last te krijgen van het swiebertje-effect als hij te vaak hetzelfde personage zou spelen.
In 1962 voegde hij een derde literaire held toe aan zijn repertoire: Sherlock Holmes. In Sherlock Holmes und das Halsband des Todes speelde hij de rol van de eigenzinnige detective voor de eerste keer in het Duits.
In 1965 speelde hij Fu Manchu in The Face of Fu Manchu. Net als Dracula en Sherlock Holmes zou hij ook deze rol meerdere malen vertolken. Ook speelde hij in 1959 de rol van de mummie in The Mummy.

### Jaren zeventig tot nu
In de jaren zeventig speelde Christopher Lee een grote verscheidenheid aan rollen, maar hij besloot afstand te doen van het horrorgenre dat hem beroemd had gemaakt. In 1970 speelde hij in Billy Wilders The Private Life of Sherlock Holmes, waarin hij niet Sherlock Holmes speelde maar zijn broer Mycroft Holmes. In 1973 speelde hij een rolletje in The Three Musketeers als Rochefort, de rechterhand van kardinaal de Richelieu, gespeeld door Charlton Heston. Ook verschenen in die jaren enkele Draculafilms. In 1973 had hij een rol in The Wicker Man. Het jaar daarop speelde hij Francisco Scaramanga, de man met het gouden pistool in de James Bondfilm The Man with the Golden Gun. In 1979 had hij een rol in Steven Spielbergs oorlogskomedie 1941 als Duitse officier.
In de jaren tachtig raakte hij minder op de voorgrond en speelde hij kleine rollen, voornamelijk in B-films en had hij gastrollen in televisieprogramma's. Zo speelde hij een hoofdrol in de miniserie Goliath Awaits (1981). Ook had hij bijrollen in films als Gremlins 2 (1990), Police Academy 7 (1994).
Begin jaren negentig speelde hij weer Sherlock Holmes voor een miniserie van de BBC.
In 2001 maakte een nieuw publiek met Lee kennis toen Peter Jackson hem vroeg voor de rol van de kwaadaardige tovenaar Saruman in The Lord of the Rings-trilogie. Hij was toen rond de tachtig. Lee was bekend met Tolkiens boeken en was van de filmcast de enige die Tolkien zelf een keer had ontmoet. Eigenlijk was het al jaren zijn droom ooit de rol van Gandalf te spelen, maar Peter Jackson en zijn crew hadden Ian McKellen al bedacht voor deze rol en achtten Lee meer geschikt voor de rol van Saruman vanwege zijn ervaring met rollen als schurk. De rol in de filmtrilogie betekende een heropleving van Lee’s carrière. Ook George Lucas had belangstelling voor de lange, oude acteur. Hij vroeg hem voor de rol van graaf Dooku in Star Wars-episodes II en III.

### Stemwerk
Behalve als acteur is Lee ook bekend als musicus en stemacteur. Zo zong hij onder andere een lied in voor de soundtrack van The Wicker Man. Lee werkte verder ook met verschillende bands, zoals Rhapsody of Fire en Manowar.
Hij leende zijn stem aan het personage DiZ in de Engelstalige versie van het spel Kingdom Hearts II, dat in maart 2006 in de USA uitkwam. Hij sprak de stemmen in van de door hem vertolkte personages Saruman voor The Lord of the Rings: The Battle for Middle-earth en Francisco Scaramanga voor GoldenEye: Rogue Agent.
Zijn smaak voor metal werd aangewakkerd door de Italiaanse band Rhapsody, die zijn basstem al eerder op hun albums gebruikte. In 2010 vertolkte hij op 87-jarige leeftijd de rol van Karel de Grote op een symfonisch metal conceptalbum. In 2012, 2013 en 2014 bracht hij heavymetalversies uit van kerstliederen, met ironische verbasteringen van de teksten. Met zijn kerstparodie Jingle Hell behaalde hij de 18e plaats in de Billboard Top 100 en daarmee was hij met 91 jaar de oudste persoon die dat ooit bereikt had. Hij nam het record over van Tony Bennett.

### Discografie als zanger
- 1984 Captain Invincible - Name Your Poison (single)
- 1998 Sings Devils, Rogues & Other Villains (From Broadway to Bayreuth and Beyond)
- 2006 Revelation
- 2010 Charlemagne: By the Sword and the Cross
- 2012 Charlemagne: Let Legend Mark Me as the King (single)
- 2012 A Heavy Metal Christmas (single)
- 2013 Charlemagne: The Omens of Death
- 2013 A Heavy Metal Christmas Too / Jingle Hell (single)
- 2014 Metal Knight (ep), zang
- 2014 Darkest Carols, Faithful Sing (single)[9]

Zowel Charlemagne: The Omens of Death als de ep Metal Knight bracht hij uit op zijn verjaardag (respectievelijk 91 en 92) onder zijn eigen label Charlemagne.

### Gastoptredens
Rhapsody of Fire
- 2004 The Dark Secret (ep), verteller
- 2004 Symphony of Enchanted Lands II - The Dark Secret, zang, gesproken tekst in rol van The Wizard King
- 2005 The Magic of the Wizard's Dream (single), zang
- 2006 Triumph or Agony, verteller
- 2010 The Frozen Tears of Angels, verteller
- 2010 The Cold Embrace of Fear - A Dark Romantic Symphony (ep), zang, gesproken tekst in rol van The Wizard King
- 2011 From Chaos to Eternity, (achtergrond)zang, gesproken tekst in rol van The Wizard King

Manowar
- 2010 Battle Hymns MMXI, zang, verteller

## Trivia
- Lee was een aanhanger van de Conservatieve Partij.[10]
- Lee was een van de favoriete acteurs van regisseur Tim Burton. Vanaf 1999 werkte hij vijfmaal met de regisseur samen, waaronder aan Sleepy Hollow, Corpse Bride en Charlie and the Chocolate Factory.
- Lee sprak redelijk tot goed Italiaans, Spaans, Frans, Zweeds, Russisch, Grieks en vloeiend Duits.[11]
- De witte doodskist die Lee gebruikte voor een Draculafilm werd later door Bananarama gebruikt in de videoclip voor Venus.[12]
- De eerste toneelervaring van Lee was op school, waar hij zijn eerste schurkenrol speelde, met de rol van Repelsteeltje.
- Lee kreeg in Engeland de titel "sir" maar stamde daarnaast af van de Italiaanse adellijke Carandini-familie. Ook werd hij in 2002 in Frankrijk geridderd tot Officier in de Orde van Kunsten en Letteren.
- Lee heeft drie personages gespeeld die ook door Boris Karloff gespeeld zijn, namelijk Fu Manchu, The Mummy en Frankenstein's Monster.
- Door zijn lengte van 1,95 meter weigerden veel acteurs naast Lee te spelen. Hij staat daarmee in het Guinness Book of Records geregistreerd als langste acteur in leidende rollen ter wereld.
- Lee heeft een aantal auteurs ontmoet van boeken die later verfilmd zijn met hem in een substantiële rol, namelijk Mervyn Peake ('Gormenghast'), J.R.R. Tolkien (Lord of the Rings) en zijn verre oom Ian Fleming (The Man With the Golden Gun).
- Alle scènes uit The Hobbit met Christopher Lee werden opgenomen in de Pinewood Studios, omdat Nieuw-Zeeland voor hem te ver vliegen was. Hetzelfde gold voor Ian Holm.

## Filmografie
| - Corridor of Mirrors (1948) - One Night with You (1948) - Hamlet (1948) - Penny and the Pownall Case (1948) - Song of Tomorrow (1948) - My Brother's Keeper (1948) - Saraband for Dead Lovers (1948) - Scott of the Antarctic (1948) - Trottie True (1949) - They Were Not Divided (1950) - Prelude to Fame (1950) - Valley of Eagles (1951) - Captain Horatio Hornblower R.N. (1951) - The Crimson Pirate (1952) - Top Secret (1952) - Paul Temple Returns (1952) - Babes in Bagdad (1952) - Moulin Rouge (1952) - Les Vacances de monsieur Hulot (1953) - Innocents in Paris (1952) - Destination Milan (1954) - Man in Demand (1955) - Crossroads (1955) - Moby Dick Rehearsed (1955), televisiefilm - Final Column (1955) - That Lady (1955) - The Vise, in afleveringen "The Final Column" (1955) en "Price of Vanity" (1955) - Police Dog (1955) - The Dark Avenger (1955) - Tales of Hans Anderson, in afleveringen "Wee Willie Winkie" (1955) en "The Cripple Boy" (1955) - The Cockleshell Heroes (1955) - Storm Over the Nile (1955) - The Adventures of Aggie, in aflevering "Cut Glass" (1956) - Alias John Preston (1956) - Private's Progress (1956) - The Scarlet Pimpernel, in aflevering "The Elusive Chauvelin" (1956) - Colonel March of Scotland Yard , in aflevering "At Night All Cats Are Grey" (1956) - Port Afrique (1956) - Beyond Mombasa (1956) - Douglas Fairbanks, Jr., Presents (1953-1956), televisieserie - Sailor of Fortune, in afleveringen "The Desert Hostages" (1956) en "Stranger in Danger" (1956) - The Battle of the River Plate (1956) - Errol Flynn Theater (1957) televisieserie - I'll Met by Moonlight (1957) - Fortune Is a Woman (1957) - The Traitor (1957) - The Curse of Frankenstein (1957) - Manuela (1957) - The Gay Cavalier, in aflevering "The Lady's Dilemma" (1957) - Amère victoire (1957) - The Truth About Women (1957) - Assignment Foreign Legion, in afleveringen "As We Forgive" (1957) en "The Anaya" (1957) - O.S.S., in aflevering "Operation Firefly" (1958) - Ivanhoe, in aflevering "The German Knight" (1958) - A Tale of Two Cities (1958) - White Hunter, in aflevering "This Hungry Hell" (1958) - Dracula (1958) - The Battle of the V.1 (1958) - Corridors of Blood (1958) - William Tell, in aflevering "Manhunt" (1959) - The Hound of the Baskervilles (1959) - The Man Who Could Cheat Death (1959) - The Treasure of San Teresa (1959) - The Mummy (1959) - Tales of the Vikings, in aflevering "The Bull" (1960) - Too Hot to Handle (1960) - Beat Girl (1960) - The City of the Dead (1960) - The Two Faces of Dr. Jekyll (1960) - The Hands of Orlac (1960) - The Terror of the Tongs (1961) - Taste of Fear (1961) - Alcoa Presents: One Step Beyond, in aflevering "The Sorcerer" (1961) - Das Geheimnis der gelben Narzissen (1961) - The Devil's Agent (1961) - Ercole al centro della terra (1961) - Straglehold (1962) - Das Rätsel der roten Orchidee (1962) - The Pirates of Blood River (1962) - Tempi duri per i vampiri (1962) - Sherlock Holmes und das Halsband des Todes (1962) - Katarsis (1963) - La vergine di Norimberga (1963) - La frusta e il corpo (1963) - Il castello dei morti vivi (1964) - The Alfred Hitchcock Hour, in aflevering "The Sign of Satan" (1964) - La cripta e l'incubo (1963) - The Devil-Ship Pirates (1964) - The Gorgon (1964) - Dr. Terror's House of Horrors (1965) - She (1965) - The Skull (1965) - Ten Little Indians (1965) (stem) - The Face of Fu Manchu (1965) - Theatre of Death (1966) - Dracula: Prince of Darkness (1966) - Rasputin: The Mad Monk (1966) - Circus of Fear (1966) - The Brides of Fu Manchu (1966) - Night of the Big Heat (1967) - The Vengeance of Fu Manchu (1967) - Five Golden Dragons (1967) - Die Schlangengrube und das Pendel (1967) - Curse of the Crimson Altar (1968) - The Devil Rides Out (1968) - The Face of Eve (1968) - The Blood of Fu Manchu (1968) - Dracula Has Risen from the Grave (1968) - The Avengers, in afleveringen "Never, Never Say Die" (1967) en "The Interrogators" (1969) - Light Entertainment Killers (1969), televisiefilm - The Castle of Fu Manchu (1969) - The Oblong Box (1969) - The Magic Christian (1969) - Scream and Scream Again (1970) - Umbracle (1970) - The Bloody Judge (1970) - Count Dracula (1970) - Taste the Blood of Dracula (1970) - One More Time (1970) - Julius Caesar (1970) - Eugenie (1970) - The Private Life of Sherlock Holmes (1970) | - Scars of Dracula (1970) - The House That Dripped Blood (1971) - I, Monster (1971) - Hannie Caulder (1971) - Death Line (1972) - Nothing But the Night (1972) - Dracula AD 1972 (1972) - Dark Places (1973) - The Creeping Flesh (1973) - Poor Devil (1973), televisiefilm - Great Mysteries, in aflevering "The Leather Funnel" (1973) - Horror Express (1973) - The Three Musketeers (1973) - The Wicker Man (1973) - The Satanic Rites of Dracula (1974) - The Man with the Golden Gun (1974) - The Four Musketeers (1974) - Diagnosis: Murder (1975) - Le boucher, la star et l'orpheline (1975) - Albino (1976) - The Keeper (1976) - Killer Force (1976) - Space: 1999, in aflevering "Earthbound" (1976) - To the Devil a Daughter (1976) - Dracula père et fils (1976) - Airport '77 (1977) - Meatcleaver Massacre (1977) - End of the World (1977) - Starship Invasions (1977) - How the West Was Won (1978), tv-miniserie - Return from Witch Mountain (1978) - Caravans (1978) - The Pirate (1978), televisiefilm - Circle of Iron (1978) - The Passage (1979) - Nutcracker Fantasy (1979) (stem) - Arabian Adventure (1979) - Captain America II: Death Too Soon (1979), televisiefilm - Jaguar Lives! (1979) - Bear Island (1979) - 1941 (1979) - Horror Show (1979) - Serial (1980) - Once Upon a Spy (1980), televisiefilm - Charlie's Angels, in aflevering "Angel in Hiding" (1980) - The Salamander (1981) - Evil Stalks This House (1981), televisiefilm - Desperate Moves (1981) - An Eye for an Eye (1981) - Goliath Awaits (1981), televisiefilm - Safari 3000 (1982) - Massarati and the Brain (1982), televisiefilm - Charles & Diana: A Royal Love Story (1982), televisiefilm - The Last Unicorn (1982) (stem) - The Return of Captain Invincible (1983) - New Magic (1983) - House of the Long Shadows (1983) - The Far Pavilions (1984), tv-miniserie - Faerie Tale Theatre, in aflevering "The Boy Who Left Home to Find Out About the Shivers" (1984) - The Rosebud Beach Hotel (1984) - Mask of Murder (1985) - Howling II: Stirba - Werewolf Bitch (1985) - Un métier du seigneur (1986), televisiefilm - The Disputation (1986), televisiefilm - The Girl (1986) - The Mind of David Berglas, in aflevering 1.1 (1986) - Shaka Zulu (1986), tv-miniserie - Shaka Zulu (1987) - Jocks (1987) - Mio min Mio (1987) - Dark Mission (Operación cocaína) (1988) - La chute des aigles (1989) - Murder Story (1989) - Around the World in 80 Days (1989), tv-miniserie - The Return of the Musketeers (1989) - La Révolution française (1989) - The Rainbow Thief (1990) - The Care of Time (1990) - Treasure Island (1990) - Avaro, L' (1990) - Honeymoon Academy (1990) - Gremlins 2: The New Batch (1990) - Incident at Victoria Falls (1991) - Curse III: Blood Sacrifice (1991) - Jackpot (1992) - Double Vision (1992), televisiefilm - Kabuto (1992) - Sherlock Holmes and the Leading Lady (1992) - Death Train (1993) - A Feast at Midnight (1994) - Funny Man (1994) - Police Academy: Mission to Moscow (1994) - Moses (1995) - Sorellina e il principe del sogno (1996) - Welcome to the Discworld (1996) - The Stupids (1996) - The Odyssey (1997) - Tale of the Mummy (1998) - Jinnah (1998) - Sleepy Hollow (1999) - Gormenghast (Miniserie) (2000) - The Lord of the Rings: The Fellowship of the Ring (2001) - Star Wars: Episode II: Attack of the Clones (2002) - The Lord of the Rings: The Two Towers (2002) - The Lord of the Rings: The Return of the King (Extended Version Only) (2003) - GoldenEye: Rogue Agent (videospel) (2004) - Les Rivières Pourpres 2: Les Anges de l'Apocalipse (2004) - Greyfriars Bobby (2005) - Star Wars: Episode III: Revenge of the Sith (2005) - Charlie and the Chocolate Factory (2005) - Corpse Bride (2005) - The Golden Compass (2007) - Star Wars: The Clone Wars (2008) - The Heavy (2010) - Alice in Wonderland (2010) - Season of the Witch (2011) - The Wicker Tree (2011) - Hugo (2011) - The Hunting of the Snark (2012) - Dark Shadows (2012) - The Hobbit: An Unexpected Journey (2012) - Night Train to Lisbon (2013) - The Girl from Nagasaki (2013) - The Hobbit: The Battle of the Five Armies (2014) |

## Eerbetoon
In 2001 werd Christopher Lee door koningin Elizabeth II van het Verenigd Koninkrijk benoemd tot Commandeur in de Orde van het Britse Rijk. In 2009 werd hij geridderd door Prins Charles. In 2011 ontving hij de 'Academy Fellowship" van de British Academy of Film and Television Arts. Deze oeuvreprijs viel eerder toe aan sterren als Alfred Hitchcock, Steven Spielberg, Sean Connery, Elizabeth Taylor en Stanley Kubrick.